# Pusignan

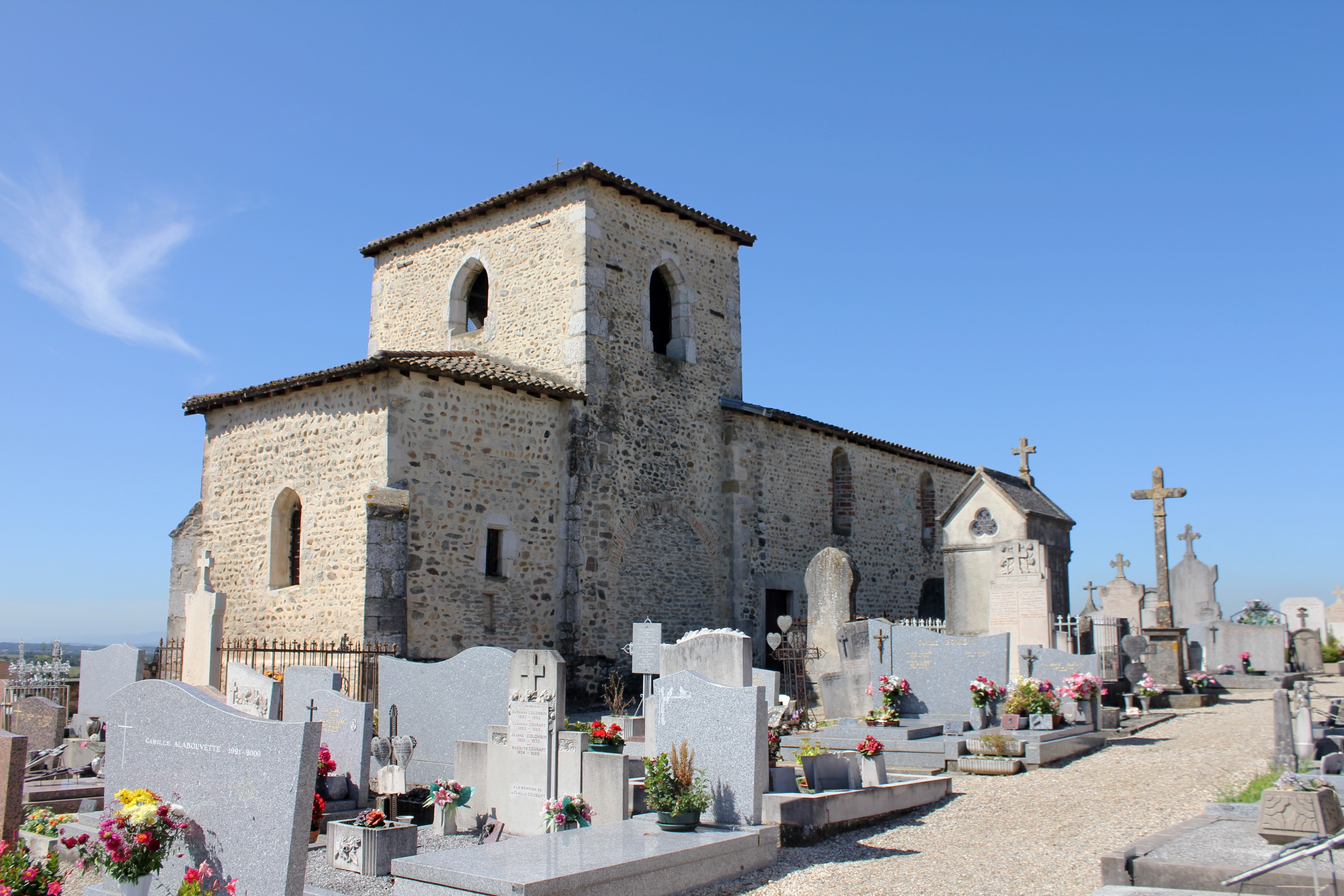
Kaplica i cmentarz w Moifond, Gmina Pusignan, 2011

Pusignan – miejscowość i gmina we Francji, w regionie Owernia-Rodan-Alpy, w departamencie Rodan.
Według danych na rok 1990 gminę zamieszkiwało 2720 osób, a gęstość zaludnienia wynosiła 209 osób/km² (wśród 2880 gmin regionu Rodan-Alpy Pusignan plasuje się na 327. miejscu pod względem liczby ludności, natomiast pod względem powierzchni na miejscu 906.).